# Viniška oblast
Viniška oblast (ukrajinsko Вінницька область, latinizirano: Vinnyc'ka oblast'), pogovorno tudi Viničina (ukrajinsko Ві́нниччина, latinizirano: Vinnyččyna), je oblast v osrednji Ukrajini. Njeno upravno središče je mesto Vinica.
Na zahodu meji s Črnoviško in Hmelnicko oblastjo, na severu z Žitomirsko, na vzhodu s Kijevsko in Čerkasijsko, na jugovzhodu s Kirovogradsko, na jugu pa z Odeško oblastjo in z Moldavijo. Je del zgodovinske Desnobrežne Ukrajine in leži v gričevnati pokrajini, znani kot Podolsko višavje.

## Upravne delitve
Pred reformo julija 2020 se je oblast delila na 27 rajonov in šest mest oblastnega pomena, podrejenih neposredno oblastni vladi.
Od oktobra 2020 oblast vsebuje šest rajonov:
| Rajon                  | Upravno središče | Površina (km²) | Prebivalstvo (2021) | Št. gromad |
| ---------------------- | ---------------- | -------------- | ------------------- | ---------- |
| Viniški rajon          | Vinica           | 6888,9         | 652.126             | 16         |
| Gajsinski rajon        | Gajsin           | 5674,8         | 236.803             | 14         |
| Žmerinski rajon        | Žmerinka         | 3150,6         | 161.544             | 8          |
| Mogiliv-Podilski rajon | Mogiliv-Podilski | 3220,5         | 142.456             | 7          |
| Tulčinski rajon        | Tulčin           | 3858,4         | 152.281             | 9          |
| Hmilniški rajon        | Hmilnik          | 3701,1         | 183.913             | 9          |